# Emili Guanyavents i Jané
Emili Guanyavents i Jané (Barcelona, 31 d'agost de 1860 - 27 de juny de 1941) fou poeta i traductor català, també conegut com a Emili Guanyabéns.

## Biografia
Va néixer al carrer Duc de la Victòria de Barcelona. Era fill dels cosins Nicolau Guanyabéns i Clausell i de Rosa Jané i Guanyabéns, tots dos naturals de Mataró.
Emili Guanyavents fou l'autor de la lletra d'Els segadors actual (1899). Fou tipògraf i participà en el Congrés Catalanista celebrat a l'octubre de 1880. Col·laborava activament en el Diari Català (1881), La Tramontana, a partir de 1886 (de la qual fou membre del consell de redacció fins al 1889), La Veu del Centre Català (1888), i col·laborà amb el grup de L'Avenç especialment entre 1892 i 1893. Entrà en contacte amb l'anarquisme per mitjà de la Societat Tipogràfica, i tal com van fer altres personatges de l'època, com ara l'enginyer i folklorista Cels Gomis i Mestre, el dibuixant i pintor Josep Lluís Pellicer, o el tipògraf Eudald Canibell, s'esforçà a fer compatible el seu internacionalisme anarquista amb el catalanisme. Participà en el Primer Certamen Socialista, celebrat a Reus el 1885. A mitjan 1882, formà part del grup anarcosindicalista que s'escindí de la Societat Tipogràfica i fundà tot seguit La Solidària. A partir de 1892 s'apartà de l'anarquisme. Com a poeta, estava seduït per un simbolisme d'inspiració maragalliana. Publicà periòdicament composicions a les pàgines de L'Avenç, així com diversos llibres de poesia. Participà en els Jocs Florals i va guanyar la Flor Natural en els de 1888. Com a corrector de l'Institut d'Estudis Catalans, posà al dia, entre d'altres, les obres completes de Narcís Oller i d'Ignasi Iglésias. Poeta de ressonàncies simbolistes i maragallianes, publicà diverses obres en què aplegà versions mètriques de simbolistes i parnassians francesos.
Mor a Barcelona a l'edat de 80 anys al carrer Muntaner, 139 casat amb Francisca Gendrau Pernal.

## Obres
- Alades (1897)
- Voliaines (1903)
- Trasplantades (1910)